# Podklasztor (wieś)
Podklasztor – wieś w Polsce, położona w województwie lubelskim, w powiecie zamojskim w gminie Krasnobród. 
Integralną częścią wsi Podklasztor jest Turzyniec (SIMC: 0891513).
W latach 1975–1998 miejscowość administracyjnie należała do województwa zamojskiego.
Według Narodowego Spisu Powszechnego z roku 2011 wieś liczyła 38 mieszkańców.
Obecna wieś Podklasztor, stanowi niewielki fragment dawnej wsi o tej nazwie. Znaczna jej część współcześnie wchodzi w skład krasnobrodzkiego osiedla Podklasztor.
Wierni Kościoła rzymskokatolickiego należą do parafii Nawiedzenia Najświętszej Maryi Panny w Krasnobrodzie.